# Iwan Nikolajewitsch Kusnezow

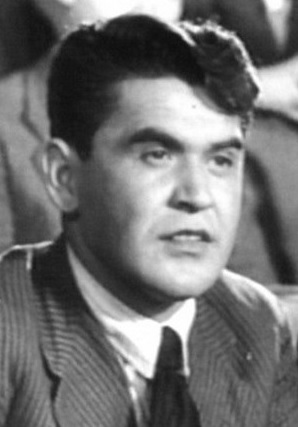
Iwan Kusnezow (1939)

Iwan Nikolajewitsch Kusnezow (russisch Иван Николаевич Кузнецов; * 25. Maijul. / 7. Juni 1909greg. in Saratow, Russisches Kaiserreich; † 23. August 1976 in Moskau) war ein sowjetischer Theater- und Film-Schauspieler.

## Herkunft und künstlerische Laufbahn
Kusnezow war der Sohn von Lidija Iwanowna Degtjarjowa, von deren Ehemann, einem Beamten, sich Iwans Familienname ableitete. Seinen leiblichen Vater lernte er nie kennen. Nach dem Tod des Stiefvaters arbeitete Lidija Degtjarjowa als Straßenbahnschaffnerin. 
Kusnezow trat im Alter von 16 Jahren ins Berufsleben ein und arbeitete zunächst als Mechaniker bei einem Binnenschifffahrtsunternehmen. Ab 1931 besuchte er das Staatliche Institut für darstellende Kunst in Leningrad und erwarb 1935 seinen Abschluss. Nach Darstellung seines Kommilitonen Georgi Schschonow waren er und Kusnezow während des Studiums jeweils Anführer einer Clique, deren Mitglieder durch ihr Verhalten des Öfteren Unmut erregten.
Im Anschluss an seine Ausbildung erhielt Kusnezow ein Engagement beim Lenfilmstudio, das bis 1946 währte. Seine ersten Filmrollen gab der dunkelhaarige Mime unter der Regie seines Lehrers Sergei Gerassimow in Люблю ли тебя? (Ljublju li tebja?, 1934) und Die sieben Kühnen (1936), in dem er als Mechaniker Sascha Rybnikow seine einzige Hauptrolle gab. Ein Jahr später folgte Michail Romms Die Dreizehn, wo Kusnezow neben seinem ehemaligen Kommilitonen Stepan Iwanowitsch Krylow zu sehen war. Оборона Царицына (Oborona Zarizyna, 1942), in dem er in einer Statistenrolle neben Stalin-Darsteller Micheil Gelowani auftrat, war Kusnezows letzte Leninfilmproduktion. Er konnte die eingeschlossene Stadt, in der er auch im Zivilschutz tätig war, im März 1942 in Richtung Taschkent verlassen und drehte zeitweise in Zentralasien. Nach dem Deutsch-sowjetischen Krieg erhielt er ein Engagement bei Mosfilm und trat bis 1974 vor der Kamera in Erscheinung. Bis in die frühen 1950er Jahre spielte Kusnezow vorwiegend Militärangehörige, danach erweiterte sich sein Spektrum. Er gab einen Kolchosleiter in Aus dem Tagebuch einer Ärztin (1952), einen Werkleiter in Freundinnen (1959), einen Matrosen in Nördliche Novelle (1960) und einen Sklaven in Im Königreich der Zauberspiegel (1963). Außerdem übernahm er in der Musikkomödie Хитрость старого Ашира (Chitrost starogo Aschira, 1955) eine Sprechrolle.
Nach Kriegsende trat Kusnezow auch beim Staatstheater der Filmdarsteller auf, dem er bis 1970 verbunden blieb. Zu seinem Schaffen zählten u. a. eine Bearbeitung von Die junge Garde und ein Stück über Sofja Wassiljewna Kowalewskaja.
Am 26. November 1965 wurde ihm der Titel Verdienter Künstler der RSFSR verliehen.

## Privates
Kusnezow war mit Anna Fjodorowna Kusnezowa, geb. Kotschetkowa (1922–1988), verheiratet, die bei Mosfilm als Requisiteurin arbeitete. Ihr 1946 geborener Sohn Nikolai wurde Kraftfahrer, Tochter Tatjana (* 1949) trat beruflich in die Fußstapfen ihrer Mutter.
Iwan Kusnezow galt als bescheidener und sehr naturverbundener Mensch, so kaufte er ein Haus in dem Dorf Birjukowka bei Astrachan, um möglichst oft in der Nähe der Wolga sein zu können. Er war ein leidenschaftlicher Eisangler und entwarf auch einen eigenen Schlitten, mit dem er sich unter Zuhilfenahme von Skistöcken fortbewegte.
1973 erlitt Kusnezow während des Sommerurlaubs einen Schlaganfall. Daraufhin wurde ihm in einer Moskauer Klinik ein Herzschrittmacher eingesetzt, er blieb jedoch körperlich eingeschränkt und musste auch sein Haus in Birjukowka aufgeben. Am 23. August 1976 fiel Kusnezows Schrittmacher aus, was zu einem sofortigen Tod führte. Er wurde auf dem Wagankowoer Friedhof beigesetzt.

## Filmografie (Auswahl)
- 1936: Die sieben Kühnen (Semero smelych)
- 1936: Die Dreizehn (Trinadzat)
- 1938: Stadt der Jugend – Komsomolsk (Komsomolsk)
- 1952: Aus dem Tagebuch einer Ärztin (Selski wratsch)
- 1955: Bewegte Jugend (Trewoschnaja molodost)
- 1956: Unternehmen Planquadrat 45 (W kwadrate 45)
- 1959: Das Vaterhaus (Ottschi dom)
- 1959: Freundinnen (Swerstnizy)
- 1960: Nördliche Novelle (Sewernaja powest)
- 1962: Und wenn das Liebe ist? (A esli eto ljubow)
- 1962: Menschen und Tiere (Ljudi i sweri)
- 1963: Im Königreich der Zauberspiegel (Korolestwo kriwych serkal)
- 1964: Der Weg durch die Steppe (Dwoje w stepi)